# Установки дегідрогенізації пропану в Пінху
Установки дегідрогенізації пропану в Пінху — виробництво нафтохімічної промисловості в Китаї у місті Пінху (провінція Чжецзян, на узбережжі затоки Ханчжоу на південний захід від агломерації Шанхаю). Один з перших заводів такого призначення в історії нафтохімічної галузі країни.
Пропілен традиційно отримували на установках парового крекінгу або як попутній продукт при переробці нафти. Разом з тим, у 21-му столітті дедалі більшого поширення набуває технологія спеціалізованого виробництва цього олефіну шляхом дегідрогенізації пропану. Спершу такі установки переважно розміщували в країнах, де був наявний власний сировинний ресурс (Таїланд, Малайзія, Саудівська Аравія, Єгипет, Росія). Втім, завдяки «сланцевій революції» в США на світовий ринок почали надходити все більші обсяги пропану, що підштовхнуло до використання технології дегідрогенізації в Китаї. Установка в Пінху стала однією з трьох, введених в експлуатацію у серпні 2014 року — нарівні з виробництвами в Нінбо та Шаосін у тій же провінції Чжецзян (а всім їм передував перший китайський завод такого типу в Тянцьзіні).
Проект річною виробничою потужністю 450 тисяч тонн пропілену реалізувала компанія Zhejiang Satellite Petro-chemical, яка використовує його продукцію для своїх заводів з виробництва акрилової кислоти — на момент запуску установки їх було два загальною потужністю 320 тисяч тонн на рік (в Цзясіні та Пінху) та споруджувався третій з показником 160 тисяч тонн на рік (знов таки в Пінху).
Для установки обрали технологію компанії UOP (Honeywell), яка утримує лідерство на ринку дегідрогенізації з моменту появи першого такого виробництва у таїландському Мап-Та-Пхут.
В 2016 році на площадці почали спорудження другої установки такої ж виробничої потужності, запуск якої очікується в 2019 році. Вона буде доповнена лінією полімеризації, розрахованою на випуск 300 тисяч тон поліпропілену.